# Eumerus stackelbergi
Eumerus stackelbergi är en tvåvingeart som beskrevs av Peck 1971. Eumerus stackelbergi ingår i släktet månblomflugor, och familjen blomflugor. Inga underarter finns listade i Catalogue of Life.